# Автошлях Н 20
Автошля́х Н 20 — автомобільний шлях національного значення на території України, Слов'янськ — Донецьк — Маріуполь. Розташований на території Донецької області.

## Загальні відомості
Починається у Слов'янську, проходить через Краматорськ, Дружківку, Костянтинівку, Донецьк, Волноваху та закінчується в місті Маріуполь.

## Загальна довжина
Слов'янськ — Донецьк — Маріуполь — 222 км.

## Історія
У 1998—2006 роках називався регіональним шляхом державного значення Р19, а до 1998 — регіональним шляхом Р40.

### Сучасність

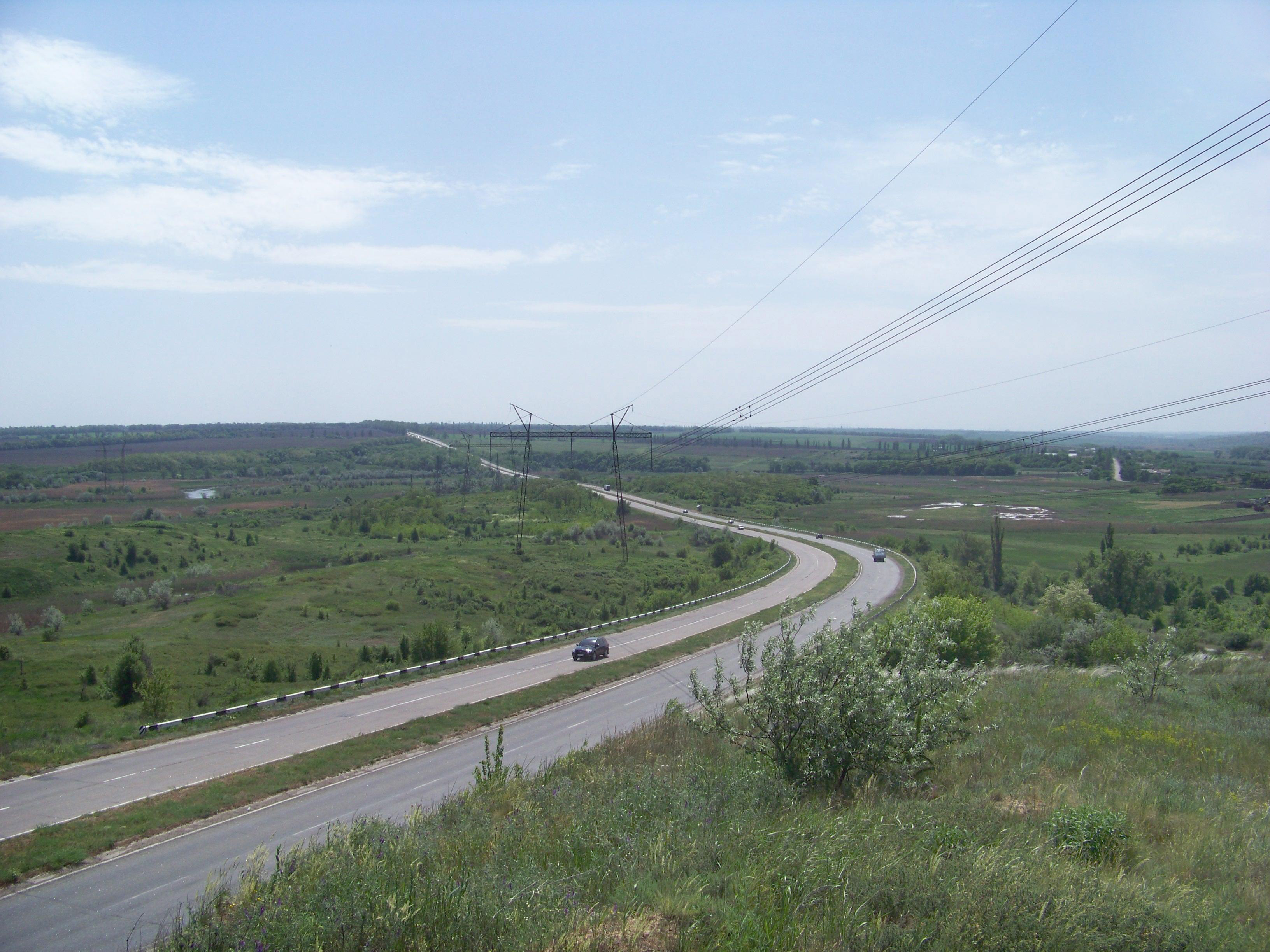
Автошлях Н 20 біля села Олександро-Калинове у напрямку Донецька

Через Війну на Сході України рух транспорту цим автошляхом є небезпечним для життя, тому Укравтодор розробив альтернативні шляхи об'їзду окупованих територій. Перший маршрут через Краматорськ — Добропілля — Покровськ — Селидове — Курахове — Волноваху — Маріуполь, протяжністю близько 273 км, розрахований на пересування легкових автомобілів та здійснення пасажирських перевезень.
Другий маршрут через Краматорськ — Костянтинівку — Покровськ — Велику Новосілку — Маріуполь, протяжністю понад 260 км, прокладено автомобільними дорогами державного значення, технічні характеристики яких відповідають вимогам здійснення руху великовагового та великогабаритного транспорту.